# Мурзаєва Ірина Всеволодівна
Ірина Всеволодівна Мурзаєва (рос. Ири́на Все́володовна Мурза́ева; 15 травня 1906, Красноуфимськ, Російська імперія — 3 січня 1988, Москва, Російська РФСР) — радянська російська актриса.

## Життєпис
Закінчила Московський державний театральний технікум ім. А. Луначарського (1927).
Працювала у театрах Свердловська та Москви.

## Фільмографія
Знялася у фільмах:
- «Сірий вовк» (1962)
- «Коли козаки плачуть» (1963)
- «Без трьох хвилин рівно» (1972)
- «Подія» (1974)
- «Пригоди Нукі» (1976)
- «Повернення сина» (1977)
- «Немухінські музиканти» (1981)

Грала в українських фільмах:
- «Вечори на хуторі біля Диканьки» (1961)
- «У тридев'ятому царстві...» (1970, перша фрейліна)
- «Поцілунок Чаніти» (1974, сестра Ліги моральності)
- «Не плач, дівчино» (1976)
- «Дарунок долі» (1977)
- «Якщо можеш, прости...» (1984).